# 良岑秀崇
良岑 秀崇（よしみね の ひでおか）は、平安時代前期の貴族・歌人。官位は従五位下・伯耆守。

## 経歴
元慶3年（879年）文章生となる。元慶8年（884年）光孝天皇の即位後間もなく治部少丞に任ぜられると、のち兵部少丞・兵部大丞と、光孝朝から宇多朝前半にかけて京官を歴任する。寛平8年（896年）従五位下・伯耆守に叙任されている。
勅撰歌人として、『古今和歌集』に和歌作品1首が採録されている。

## 官歴
『古今和歌集目録』による。
- 元慶3年（879年） 10月10日：文章生（該永詩、字良岑）
- 元慶7年（883年） 正月11日：但馬掾
- 元慶8年（884年） 6月8日：治部少丞
- 仁和4年（888年） 2月10日：兵部少丞
- 寛平3年（891年） 3月9日：兵部大丞
- 寛平8年（896年） 正月7日：従五位下。正月26日：伯耆守